# Film afghani proposti per l'Oscar al miglior film straniero
A partire dal 2003 l'Afghanistan ha cominciato a presentare film all'Academy of Motion Picture Arts and Sciences che lo rappresentassero all'Oscar come miglior film di lingua straniera. Tuttavia fino ad ora nessun film afghano è entrato a far parte della cinquina finale delle nomination.
| Anno | Film                                                   | Lingua                | Regia              | Risultato     |
| ---- | ------------------------------------------------------ | --------------------- | ------------------ | ------------- |
| 2003 | FireDancer                                             | Dari, Inglese         | Jawed Wassel       | Non candidato |
| 2004 | Osama (أسامة)                                          | Dari                  | Siddiq Barmak      | Non candidato |
| 2005 | Earth and Ashes (Khakestar-o-khak)                     | Dari, Pashtu          | Atiq Rahimi        | Non candidato |
| 2009 | Opium War                                              | Dari, Inglese         | Siddiq Barmak      | Non candidato |
| 2010 | 16 Days in Afghanistan                                 | Dari, Inglese, Pashtu | Anwar Hajher       | Non candidato |
| 2011 | The Black Tulip                                        | Dari, Inglese, Pashtu | Sonia Nassery Cole | Non candidato |
| 2013 | Come pietra paziente (The Patience Stone)              | Persiano              | Atiq Rahimi        | Non candidato |
| 2014 | Wajma (An Afghan Love Story)                           | Dari                  | Barmak Akram       | Non candidato |
| 2015 | A Few Cubic Meters of Love (Chand Metre Moka'ab Eshgh) | Persiano              | Jamshid Mahmoudi   | Non candidato |
| 2016 | Utopia (آرمان شهر)                                     | Persiano              | Hassan Nazer       | Non candidato |
| 2017 | Parting (رفتن)                                         | Farsi, Dari           | Navid Mahmoudi     | Non candidato |
| 2018 | A Letter to the President (نامه ای به رییس جمهور)      | Dari                  | Roya Sadat         | Non candidato |
| 2019 | Rona, Azim's Mother ( رونا مادر عظیم )                 | Persiano, Dari        | Jamshid Mahmoudi   | Non candidato |
| 2020 | Hava, Maryam, Ayesha (حوا، مریم، عایشه)                | Persiano, Dari        | Sahraa Karimi      | Non candidato |

| Non candidato | Il film è stato proposto dall'Afghanistan, ma non è stato candidato dall'Academy of Motion Picture Arts and Sciences. |
| Short-list    | Il film è entrato nella "short-list" stilata a gennaio dei nove candidati per l'Oscar al miglior film straniero.      |
| Candidato     | Il film è entrato a far parte dei cinque candidati per l'Oscar al miglior film straniero.                             |
| Vincitore     | Il film ha vinto l'Oscar al miglior film straniero.                                                                   |